# Mario Caballero
Mario Felipe Caballero Arévalo (Cofradía, Cortés; 23 de agosto de 1943-San Pedro Sula, Cortés; 27 de agosto de 2019) fue un futbolista hondureño que se desempeñaba como delantero.

## Trayectoria
Era apodado "cofra" debido a que era una abreviatura de su ciudad natal y debutó con el CD Marathón en 1958, junto a Julio Fonseca y su hermano Mauro Caballero, quienes formarían el ataque llamado la Trinca Infernal.
Este tridente no pudo lograr ningún título y se disolvió en 1974, luego de que sufriera un accidente que lo dejó inválido.

## Selección nacional
Participó con la selección de Honduras en las clasificatorias del Campeonato de Naciones de la Concacaf de 1965, de la Copa Mundial de 1966 y en el Campeonato de Naciones de 1967, donde logró el tercer puesto siendo locales.

### Participaciones en Campeonatos Concacaf
| Copa                                          | Sede     | Resultado     | Part. | Goles |
| --------------------------------------------- | -------- | ------------- | ----- | ----- |
| Campeonato de Naciones de la Concacaf de 1967 | Honduras | Tercer puesto | 2     | 0     |